# Erzflecktäubchen
Das Erzflecktäubchen (Turtur abyssinicus), auch Schwarzschnabeltäubchen genannt, ist eine Art der Taubenvögel. Es kommt ausschließlich im tropischen Afrika vor.

## Erscheinungsbild
Das Erzflecktäubchen erreicht eine Körpergröße von 20 Zentimetern. Es weist eine große Ähnlichkeit mit dem Bronzeflecktäubchen auf. Es ist jedoch insgesamt heller und etwas grauer im Gefieder. Die Flügelflecken sind verglichen mit dieser Art etwas kleiner, sie sind dunkelblau und schimmern rötlich. Der Schnabel ist schwarz, was eines der wesentlichen Unterscheidungsmerkmale zum Bronzeflecktäubchen ist.

## Verbreitung und Lebensweise
Das Verbreitungsgebiet des Erzflecktäubchens reicht im trockenen, tropischen Afrika vom Senegal über Darfur bis zum Blauen Nil. In südlicher Richtung reicht es bis ins nördliche Nigeria. Besiedelt wird außerdem der Norden von Äthiopien und Eritrea. Sein Verbreitungsgebiet schließt sich damit im Norden dem Verbreitungsgebiet des Bronzeflecktäubchens an. Die Höhenverbreitung reicht vom Tiefland bis in Höhen von 1.800 Meter über NN.
Der Lebensraum des Erzflecktäubchens sind Trockenwaldzonen sowie mit Bäumen und Gebüsch durchsetzte Grassteppen. Das Nahrungsspektrum umfasst Sämereien und kleine Insekten. Das Nest wird gewöhnlich niedrig im Gebüsch oder Unterholz errichtet. Das Gelege besteht aus zwei Eiern. Die Brutdauer beträgt 15 Tage. Die Jungvögel verlassen nach 17 Tagen das Nest.

## Haltung in menschlicher Obhut
Das Erzflecktäubchen wird häufig mit dem Stahlflecktäubchen und dem Bronzeflecktäubchen verwechselt, so dass der erste Import nach Europa nicht gesichert ist. Die erste europäische Zucht dieser Art gelang 1977 in England.

## Belege

### Weblink
- Turtur abyssinicus in der Roten Liste gefährdeter Arten der IUCN 2013.2. Eingestellt von: BirdLife International, 2012. Abgerufen am 6. Februar  2014.